# Аллегорический портрет Анны Австрийской в образе Минервы
«Аллегорический портрет Анны Австрийской в образе Минервы» — картина французского художника Симона Вуэ из собрания Государственного Эрмитажа.
На картине изображена французская королева Анна Австрийская. Она одета в жёлтое платье, подпоясана широким ремнём с пряжкой в виде горгоны Медузы, её ноги укутаны синим плащом, а на голове лавровый венок. Королева сидит на балконе или террасе, опираясь рукой на постамент с латинской надписью «NVLLVM NVMEN ABEST» («Все божества присутствуют») — это выражение является началом фразы из «Сатир» Ювенала: «Nullum numen abest, si sit prudentia; nos te, Nos famus, Fortuna, deam coeloque locamus» («Все божества присутствуют, если есть благоразумие; это мы делаем из тебя, Фортуна, богиню и помещаем на небо») (X, 365—366, перевод Н. К. Серебрянной). Возле ног королевы видны атрибуты богини Минервы: слева на каменных ступенях сидит сова, справа перед постаментом лежит щит и на нём шлем с бело-сине-красным плюмажем. За спиной Анны Австрийской находится каннелированная колонна и в глубине справа — античный храм, слева — пейзажный фон с кронами деревьев и небо с тяжёлыми грозовыми облаками. Из-за колонны выглядывает путто-амур, другой путто стоит на постаменте, и они оба держат над головой королевы тяжёлую гирлянду из лавровых листьев.
История создания картины неизвестна. Предполагается, что она была написана в первой половине 1640-х годов. Н. К. Серебрянная считает, что картина является отголоском на события 1643 года: после смерти Людовика XIII его жена Анна Австрийская была провозглашена королевой-регентшей, однако по завещанию короля её права были сильно урезаны в пользу королевского совета, но ей, при поддержке кардинала Мазарини, удалось добиться отмены ограничений и сосредоточить в руках всю полноту власти.
Известно, что Вуэ в том году создал картон для шпалеры, вытканной на фабрике Пьера Дюпона. На этой шпалере Анна Австрийская тоже была изображена в образе Минервы, а Людовик XIII представлен в образе Марса.
Первые владельцы не установлены, наиболее ранние достоверные сведения о ней относятся к концу 1782 года — 2 декабря она была выставлена на распродаже коллекции маркиза де Сабран, в каталоге распродажи она описана следующим образом: «Другая картина, прекрасно написанная, кисти Вуэ, представляет фигуру сидящей Минервы <…> на подрамнике но без рамы». В следующий раз она была выставлена на торги 25 марта 1817 года при распродаже коллекции Мишеля Вотье: «Портрет супруги Людовика XIV, в натуральную величину, с атрибутами Минервы, на прекрасном пейзажном фоне, сидящей перед храмом, который украшают гирляндами два гения. Картину по праву можно рассматривать как одно из прекрасных произведений мастера» (в каталоге опечатка, Людовик XIII ошибочно назван XIV). Тогда картина была приобретена неизвестным покупателем за 40 франков. Н. К. Серебрянная предположила, что покупателем был кто-то из русских аристократов, тогда находившихся в Париже с оккупационной армией, увёзший картину в Россию.
После Октябрьской революции картина была национализирована и, минуя Государственный музейный фонд, где аккумулировались конфискованные произведения искусства для дальнейшей отправки их в государственные музеи, была передана сразу в контору «Антиквариат», занимавшейся продажей художественных ценностей на запад. Картина продана не была и по акту от 29 апреля 1931 года поступила в Эрмитаж, числилась под названием «Женская фигура с двумя амурами». Ф. В. Левинсон-Лессинг в 1934 году в своём дневнике сделал запись, из которой следует, что картина в Эрмитаже находилась лишь на временном хранении, по-прежнему числясь за «Антиквариатом». В середине 1930-х годов между Эрмитажем и «Антиквариатом» был произведён обмен второстепенных предметов из собрания музея на не проданные «Антиквариатом», но нужные Эрмитажу вещи, и таким образом картина осталась в коллекции.
Картина выставляется в зале 275 Зимнего дворца.
«Портрет Анны Австрийской…» обнаруживает много общего с другой рабой Вуэ, «Полигимния, муза красноречия» из собрания Лувра — обе работы композиционно очень близки, а отдельные элементы (колонны, орнамент балюстрады, ступени под ногами персонажей) буквально повторяют друг друга.

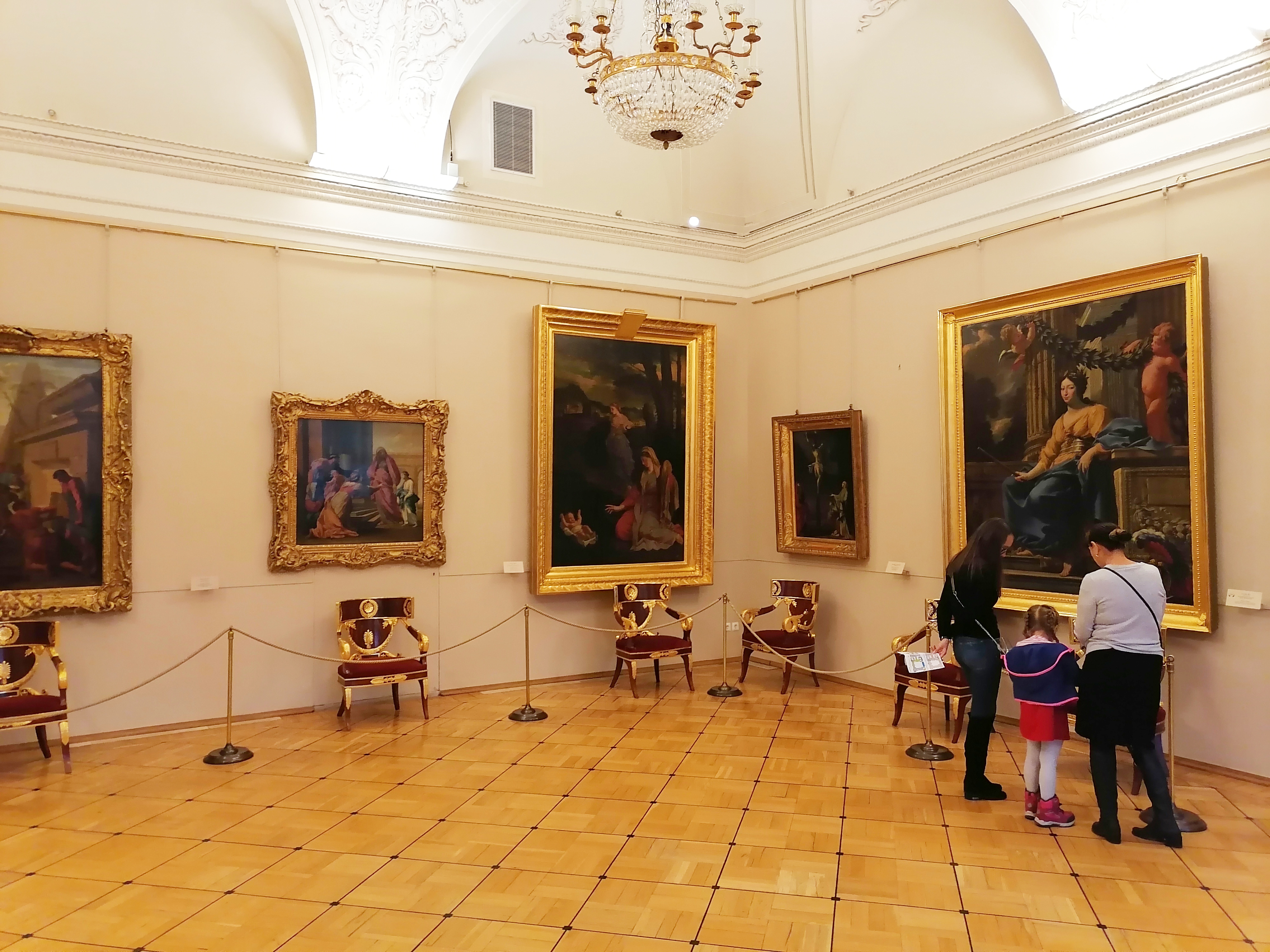
Картина в зале 275 Зимнего дворца
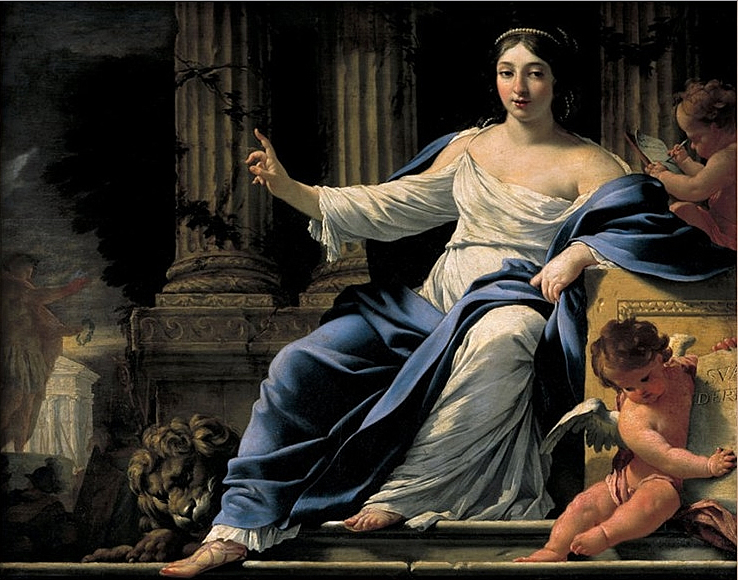
«Полигимния, муза красноречия». Лувр